# Siegfried Schrittwieser
Siegfried Schrittwieser (* 26. Juni 1952 in Thörl, Steiermark) ist ein österreichischer Landespolitiker der Sozialdemokratischen Partei Österreichs (SPÖ). Er war von 2005 bis 2009 Präsident des steirischen Landtags und wechselte am 22. September 2009 als Landesrat in die steirische Landesregierung. Bis zum 10. Juni 2015 war er auch 2. Landeshauptmann-Stellvertreter, er trat zusammen mit Franz Voves zurück.

## Leben
Nach der Pflichtschule, die er 1958 bis 1967 besuchte, absolvierte Schrittwieser eine Schlosserlehre bei dem Drahterzeuger Pengg AG in Thörl. Er engagierte sich bei der Sozialistischen Jugend, deren Landesobmann er von 1968 bis 1971 war, und bei der Jungen Generation, deren Landesobmann er 1972 bis 1980 war. Er war während seiner Berufslaufbahn bei Pengg als Arbeitnehmervertreter gewerkschaftlich tätig. In weiterer Folge besuchte er 1975 die Otto-Möbes-Volkswirtschaftsschule in Graz sowie von 1977 bis 1978 die Sozialakademie in Mödling.
1980 wurde er zuerst Bezirksgeschäftsführer, später bis ins Jahr 2000 Landesgeschäftsführer der SPÖ. 1987 wurde er erstmals als Landtagsabgeordneter in den steirischen Landtag gewählt. Im Jahr 2000 wurde er Klubchef seiner Landtagsfraktion. Diese Funktion hatte er drei Jahre lang inne, bevor er gleichzeitig zu seinem Landtagsmandat von Jänner 2004 bis Jänner 2006 das Amt des Bürgermeisters seiner Heimatgemeinde Thörl ausübte. Zuvor hatte Schrittwieser ab 1975 dem Gemeinderat von Thörl angehört und war Vizebürgermeister von 1980 bis 1988 und von 2000 bis zu seiner Wahl zum Bürgermeister.
Bei der Landtagswahl in der Steiermark 2005 errang die SPÖ die Mehrheit und Siegfried Schrittwieser wurde im Oktober dieses Jahres zum Landtagspräsidenten gewählt. In dieser Funktion bemühte sich Schrittwieser um das Erscheinungsbild des Landtags nach außen, besonders durch internationale Kontakte, aber auch nach innen, durch die Teilnahme an zahlreichen Veranstaltungen, bei denen der als bodenständig geltende Politiker Kontakte zu den Wählern pflegen konnte.
Am 8. September 2009 wurde Schrittwieser vom steirischen Landeshauptmann Franz Voves als designiertes Mitglied der Landesregierung und als Sozial- und Personallandesrat vorgestellt. Der Wechsel in die Landesregierung erfolgte am 22. September 2009. Nach der Landtagswahl in der Steiermark 2010 wurde Siegfried Schrittwieser am 21. Oktober 2010 vom neuen Landtag wieder in die Steiermärkische Landesregierung gewählt. Er war als Stellvertretender Landeshauptmann in der Landesregierung Voves II für die Ressorts Soziales, Arbeit und erneuerbare Energie zuständig.
Nach der Wahlniederlage der SPÖ bei der Landtagswahl 2015 und dem Verlust der Landeshauptmannpositon an die ÖVP, schied Schrittwieser am 16. Juni 2015 aus der Landesregierung aus und wechselte in den Ruhestand. Am 23. Juni 2015 legte er mit dem Regionalvorsitz der SPÖ Bruck-Mürzzuschlag seinen letzten verbliebenen politischen Posten zurück, Nachfolger wurde Jörg Leichtfried, auch neu gewählter Landesrat in der Landesregierung Schützenhöfer I.
Im Juni 2024 wurde er zum Präsidenten des Roten Kreuzes in der Steiermark gewählt. Bei der Generalversammlung setzte er sich mit 112 Stimmen von den insgesamt 167 Delegierten gegen Amtsinhaber Werner Weinhofer durch.

## Privates
Siegfried Schrittwieser ist verheiratet und hat eine Tochter.

## Auszeichnungen
- 2010: Großes Goldenes Ehrenzeichen mit dem Stern für Verdienste um die Republik Österreich[5]